# Peder-Skram-Klasse
Die Peder-Skram-Klasse war eine Klasse von zwei Fregatten der dänischen Marine, die von 1966 bis 1988 in Dienst stand.

## Geschichte
Die beiden Schiffe der Klasse wurden zwischen 1964 und 1967 auf der Helsingør Skibsværft in Helsingør gebaut und nach dänischen Admiralen des 16. Jahrhunderts (Peder Skram und Herluf Trolle) benannt.
Ende der 1970er Jahre durchliefen beide Einheiten ein Modernisierungsprogramm.

## Einheiten
| Kennung | Name          | Bauwerft                        | Kiellegung         | Stapellauf        | Indienststellung | Außerdienststellung |
| ------- | ------------- | ------------------------------- | ------------------ | ----------------- | ---------------- | ------------------- |
| F352    | Peder Skram   | Helsingør Skibsværft, Helsingør | 25. September 1964 | 20. Mai 1965      | 30. Juni 1966    | 4. Januar 1988      |
| F353    | Herluf Trolle | Helsingør Skibsværft, Helsingør | 18. Dezember 1964  | 8. September 1965 | 16. April 1967   | 4. Januar 1988      |

## Technische Beschreibung

### Rumpf und Antrieb
Der Rumpf eines Schiffes der Peder-Skram-Klasse war 112,6 Meter lang, 12 Meter breit und hat bei einer Verdrängung von 2720 Tonnen einen Tiefgang von 4,3 Metern.
Der Antrieb erfolgte durch zwei Pratt & Whitney PWA GG 4A-3-Gasturbinen und zwei General Motors 16-567-Dieselmotoren, mit einer Gesamtleistung von 44.000 PS (32.362 kW). Diese gaben die Leistung an zwei Wellen mit je einer Schraube weiter. Die Höchstgeschwindigkeit betrug 32,5 Knoten (60 km/h).

### Bewaffnung
Bei der Indienststellung bestand die Bewaffnung aus vier 127-mm-Geschützen in zwei Zwillingstürmen, vier 40-mm-Maschinenkanonen zur Flugabwehr und einem Wasserbombenwerfer mit acht Wasserbomben.

## Besatzung
Die Besatzung hatte eine Stärke von 200 Offizieren, Unteroffizieren und Mannschaften.